# عباس معتمدی
عباس معتمدی تاجر، بازرگان، نمایند مجلس شورای ملی و عضو مجلس مؤسسان سوم ایران (۱۳۴۶) و دبیر لژ مولوی، دبیر جمعیت فراماسونرهای تهران و عضو اتاق بازرگانی تهران بود. وی مدیریت شرکت‌های صنعتی زیادی را در دوره پهلوی دوم برعهده داشت که اغلب در زمینه شیشه و بلور فعالیت می‌کردند. معتمدی رئیس کارخانه بلورسازی تهران بود.

## زندگی
عباس معتمدی فرزند غلامحسین در سال ۱۲۸۸ در تهران متولد شد. تحصیلات خود را در تهران ادامه داد و از دارالفنون دیپلم گرفت و سپس به فرانسه رفت و در رشته شیمی تحصیل کرد و در رشته علوم از دانشگاه نانسی دکتری گرفت.
عباس معتمدی پس از بازگشت به ایران چندین شرکت خصوصی دایر کرد. از سمت‌های او می‌توان به این موارد اشاره کرد:
- مشاور عالی بانک صنعتی و معدنی ایران
- رئیس کارخانجات شیشه ایران
- شهردار ساوه
- عضو هیئت‌مدیره بانک شهریار
- مدیرعامل بانک صنایع و معادن
- سهامدار شرکت ایران ارک
- سهامدار شرکت هرمزان[۲]
- مدیرعامل شرکت گلوکوزان
- مدیر کارخانه ایران گلاس تهران[۳]

معتمدی پس از پیروزی انقلاب اسلامی، مدتی بازداشت شد و سپس به زندگی خود در ایران ادامه داد.